# Вулиця Маївського
Вулиця Маївського — вулиця у Франківському районі міста Львова, в місцевості Кульпарків. Сполучає вулиці вулиці Івана-Теодозія Куровця та Молдавську. Прилучаються вулиці Урожайна, Виноградна, Емінеску.

## Історія та забудова
Вулиця прокладена у 1950-х роках, разом із навколишніми вулицями. У 1955 році отримала офіційну назву Боткіна бічна, на честь російського лікаря Сергія Боткіна. Сучасна назва походить з 1993 року, на честь публіциста, діяча ОУН Дмитра Маївського.
Має типову для Кульпаркова забудову — одноповерхові будинки 1950-х років у стилі конструктивізм, сучасні приватні садиби. Усі будинки, приписані до вулиці Маївського, розташовані з парного боку вулиці.